# Observatorul Astronomic „Amiral Vasile Urseanu”
Observatorul Astronomic „Amiral Vasile Urseanu” este singurul observator public al municipiului București. 

## Istoric
Clădirea a fost ridicată între anii 1908-1910 pentru amiralul Vasile Urseanu, după planurile arhitectului Ion D. Berindey, spre a servi ca Observator Astronomic al Societății Astronomice Române „Camille Flammarion”, societate înființată de către Victor Anestin. Observatorul „a fost dotat cu o lunetă Zeiss de 150 mm diametru și cu o distanță focală de 2,7 metri. Luneta era a treia ca mărime din țară la data aceea”.
După decesul amiralului Vasile Urseanu (1926), „luneta a fost demontată și depozitată în subsolul clădirii, astfel că activitatea astronomică a grupului a încetat,”iar văduva sa, Ioana Urseanu, a donat imobilul primăriei București contra unei rente viagere. 
Primăria a decis să găzduiască în clădire Pinacoteca București, o colecție de picturi înființată la 1 iunie 1933, prin decret regal, de regele Carol al II-lea al României.
Pinacoteca municipiului București a fost adăpostită temporar în spațiul Observatorului Astronomic.
În 1941, după moartea Ioanei Urseanu, în holul clădirii care adăpostea pinacoteca a fost dezvelită o placă comemorativă, care cinstește memoria ctitorilor pinacotecii municipiului București, viceamiral Vasile Urseanu și Ioana Urseanu, prin următoarele cuvinte: „După o viață de muncă și credință au dăruit acest lăcaș ca să fie adăpost de artă și prilej de înălțare sufletească”.
În 1949 cele mai valoroase tablouri ale Pinacotecii au fost preluate de Galeria Națională, cele rămase formând Muzeul de Artă a Municipiului București care a fuzionat cu Muzeul de Istorie al Bucureștiului, iar în clădire s-a înființat Muzeul Științelor Experimentale, inaugurat la 1 mai 1950, în care s-a redat clădirii menirea inițială, aceea de Observator Astronomic. Astăzi Observatorul ține de Muzeul Municipiului București și este deschis publicului. Clădirea în care se află este monument istoric (cod LMI B-II-m-B-18332).
În fiecare seară cu cer senin, observatorul este deschis publicului care poate vedea Luna, planetele și alte obiecte cerești, stele duble, roiuri stelare, și chiar galaxii.

## Dotare

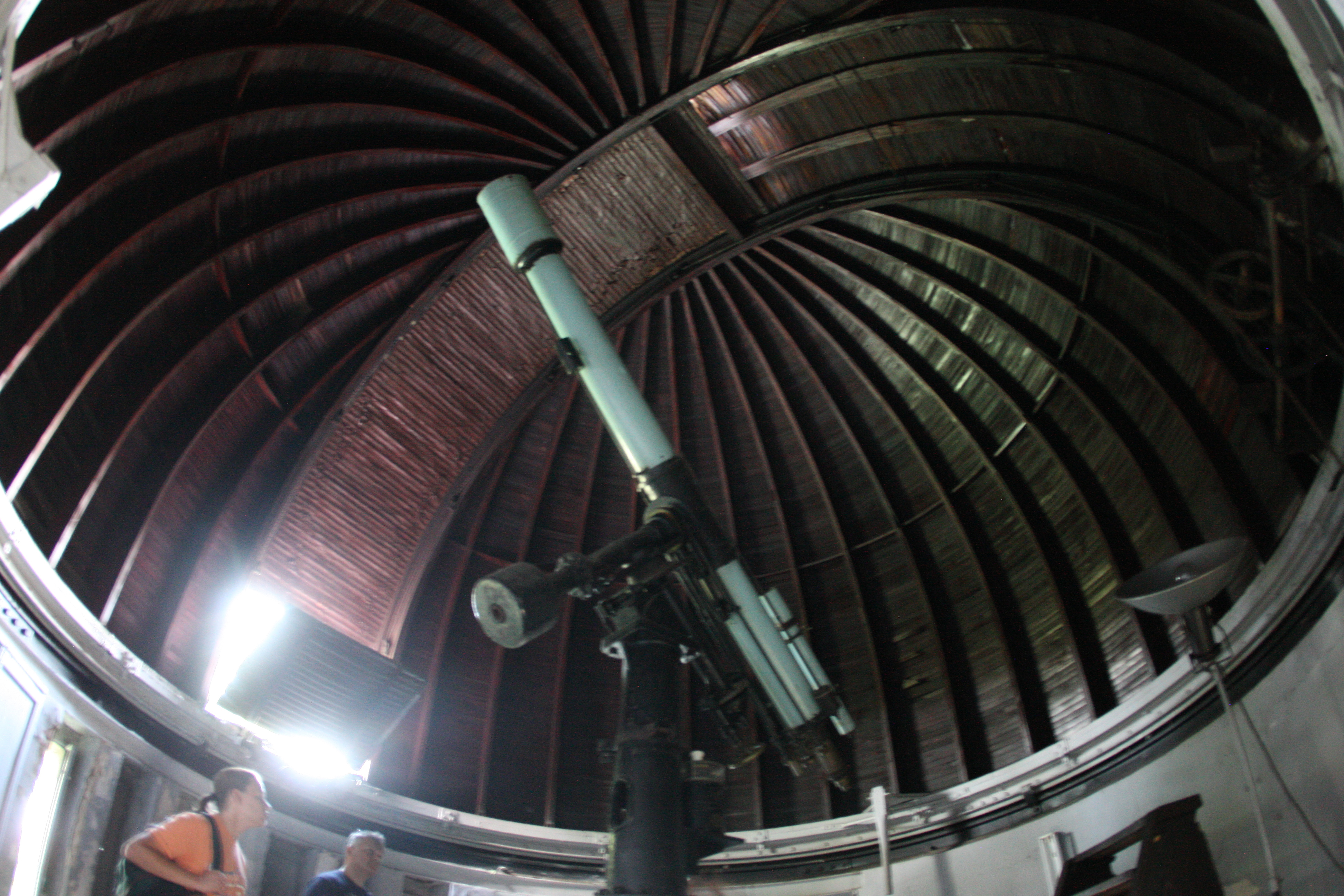
Cupola cu vechiul telescop

Între altele, Observatorul Astronomic „Amiral Vasile Urseanu” din București posedă următoarele lunete și telescoape astronomice:
- Lunetă astronomică Zeiss, cu diametrul obiectivului de 150 mm, iar distanța focală de 2695 mm, pe montură Zeiss. A fost instalată în anul 1910;
- Lunetă astronomică Goertz, cu diametrul obiectivului de 90 mm; este așezată pe o montură Zeiss. Datează din anii 1950;
- Lunetă ecuatorială Zeiss, cu diametrul obiectivului de 80 mm, iar distanța focală de 1200 mm;
- Lunetă azimutală, cu diametrul obiectivului de 80 mm, iar distanța focală de 500 mm;
- Telescop Meade LX200R, cu diametrul obiectivului de 305 mm, cu montură GoTo, cu GPS. A fost donat de Alpha Bank, în 2008;
- Telescop solar Coronado PST, care a fost donat de Alpha Bank, în 2008.

## Oferta de vizită

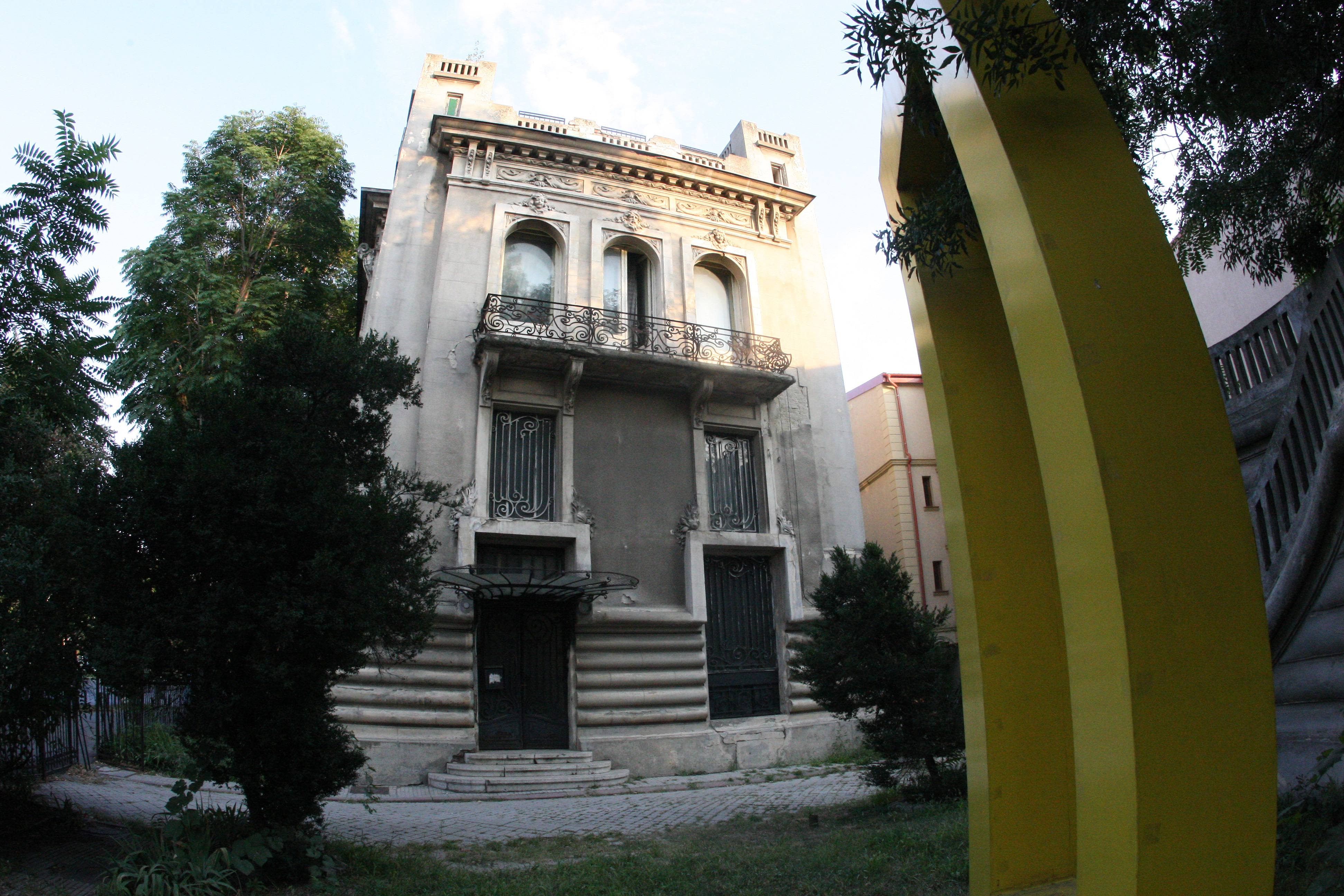
Partea din spate a observatorului

- observarea astrelor prin lunetele de pe terasa observatorului
- informații de specialitate din partea personalului observatorului
- explicații generale, răspunsuri la întrebări
- explicații date pe calculator
- explicații la luneta din cupolă

## Directori ai Observatorului
- Matei Alexescu (director între 1957-1968)
- Ioan Corvin Sângeorzan (coordonator între 1968-1982)
- Harald Alexandrescu (coordonator între 1984-2005)[5]